# Viscum

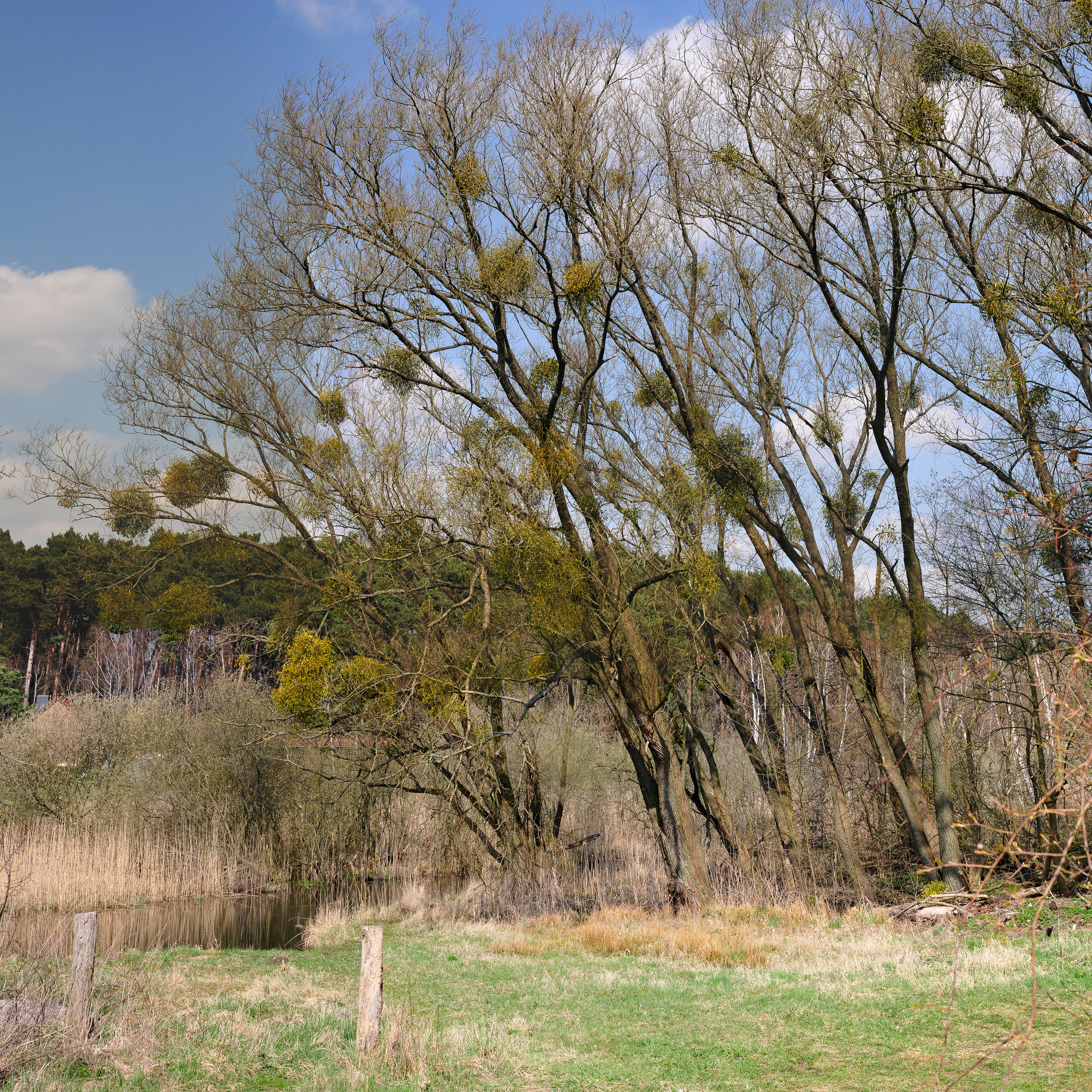

Viscum es un género de alrededor de 70 a 100 especies de muérdagos, nombre común del género. Son nativos de regiones templadas y tropicales de Europa, África, Asia y Australasia. Tradicionalmente, el género tenía su propia familia (Viscaceae), pero recientes investigaciones genéticas del Grupo para la Filogenia de las Angiospermas muestra que esta familia debe estar dentro de una gran circunscripción de la familia Santalaceae.
Son plantas semiparásitas con ramas de 15 a 80 cm de largo, que crecen en otros árboles. El follaje es dicotómico o de ramaje verticilado, con pares opuestos de hojas verdes que hacen algo de fotosíntesis (mínima en algunas especies, como V. nudum), pero toman sus minerales y agua del huésped. Diferentes especies de Viscum tienen distintos huéspedes.
Las flores son inconspicuas, verdoso-amarillentas, de 1 a 3 mm de diámetro. El fruto es una baya, blanca, amarilla, naranja, o roja al madurar, con varias semillas en el interior del jugo pegajoso contenido en el fruto; las aves, al comerlo, dispersan las pegajosas semillas que quedan adheridas a las ramas de los árboles pudiendo germinar de ese modo.

## Algunas especies

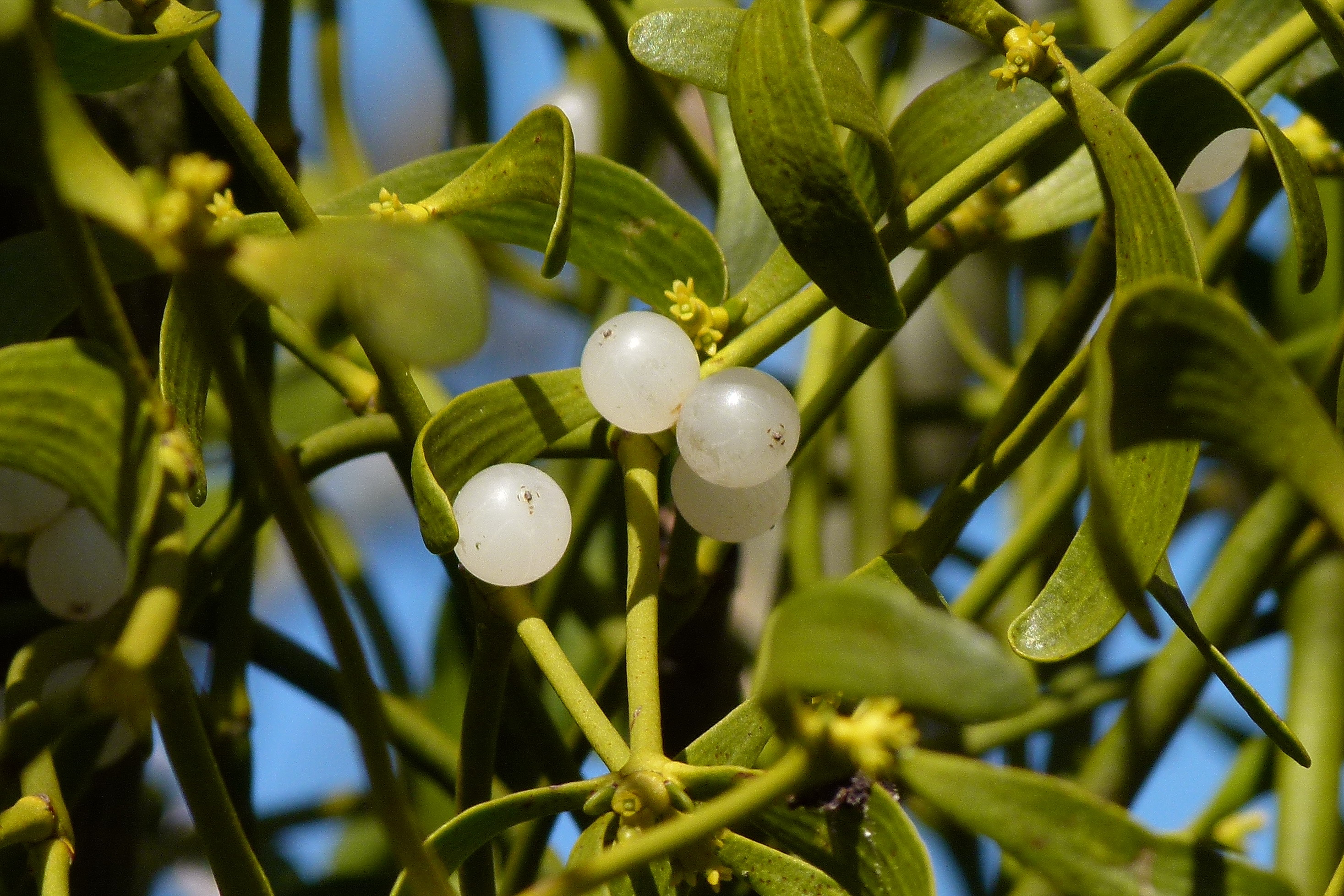
Viscum album con bayas

- Viscum album
- Viscum articulatum
- Viscum bancroftii
- Viscum coloratum
- Viscum cruciatum
- Viscum diospyrosicola
- Viscum fargesii
- Viscum liquidambaricola
- Viscum loranthi
- Viscum minimum
- Viscum monoicum
- Viscum multinerve
- Viscum nudum
- Viscum orientale
- Viscum ovalifolium
- Viscum triflorum
- Viscum whitei
- Viscum yunnanense